# 木曜Junk オセロ中島の黒真珠夫人
木曜Junk オセロ中島の黒真珠夫人（もくようジャンク オセロなかじま - くろしんじゅふじん）は、2004年4月1日-2005年3月31日まで、TBSラジオの『Junk（現：JUNK）』枠で放送されていた深夜番組。放送時間帯は木曜日の25:00-27:00。
パーソナリティはお笑いコンビ・オセロの中島知子。

## 概要
コンビで活動する中島が初めて単独パーソナリティを務めた番組で、『JUNK』25時台では2015年4月現在唯一の女性パーソナリティである（2003年9月に終了した24時台の『JUNK』では、今井絵理子やタンポポ、THE★SCANTYらも担当）。
他の「JUNK」枠の番組と異なる特徴として、他曜日とは違い、ヘビーリスナーを意識した内容ではなく、毎回必ずゲストを招いていた。番組当初は女子限定の電話参加コーナーなどを設けたり、男性ゲストと恋愛トークをメインに盛り上がったりと、女性リスナーを意識した構成だった。半年ほどした頃から、前番組の『さまぁ〜ずの逆にアレだろ』と同じく、芸人のゲストがほとんどというスタイルにシフトした。

## テーマソング
- オープニング
  - Wan Too!（Doop）
- エンディング
  - Di-gue-ding-ding（Michel Legrand）